# West Stratton
West Stratton – wieś w Anglii, w hrabstwie Hampshire, w dystrykcie Winchester. Leży 15 km na północny wschód od miasta Winchester i 87 km na południowy zachód od Londynu.